# Kanze Motomasa

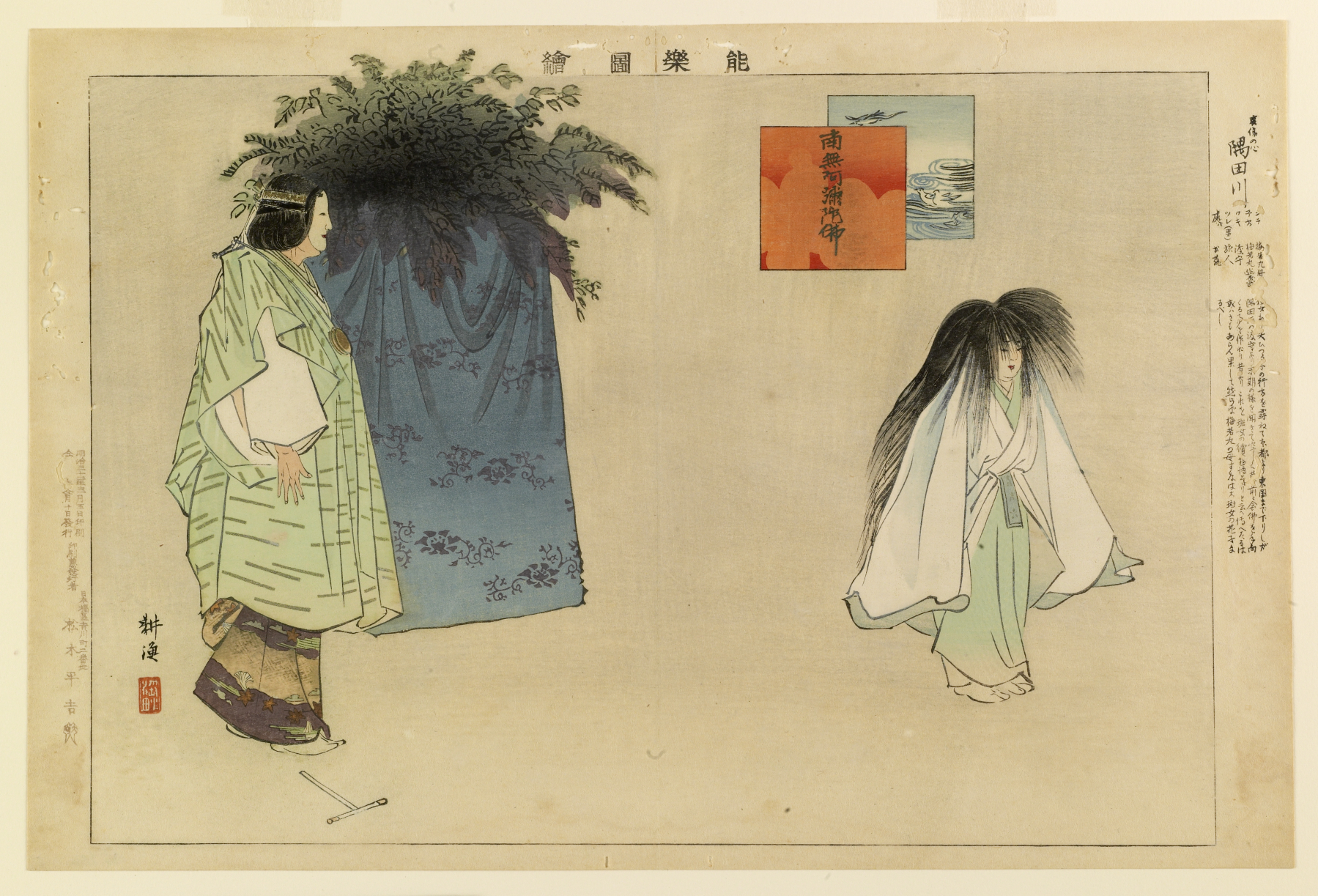
Szene aus „Sumidagawa“

Kanze Motomasa (japanisch 観世 元雅; geboren um 1401; gestorben 26. August 1432) war ein japanischer  Nō-Schauspieler und Nō-Stückeschreiber in der frühen Muromachi-Zeit, war der Begründer der Kanze-Schule.

## Leben
Kanze Motomasa war der Sohn von Zeami und der Oberste (大夫, Taifu) der Kanze in der dritten Generation. Zu dieser Zeit begann man, den Za-Namen „Kanze“, der vom Künstlernamen seines Großvaters Kan'ami abgeleitet war, als Nachnamen zu verwenden. Er war allgemein bekannt als Jūrō (十郎), sein eigentlicher Name war Motomasa, wobei eine starke Möglichkeit besteht, dass es ursprünglich Motoji (元次) war. Sein jüngerer Bruder war Kanze Shichirō-Motoyoshi (観世 七郎元能), der Herausgeber von Taki-Sarugaku (薪猿楽). Motomasas Geburtsjahr ist unbekannt, aber er war unter 40 Jahre alt, als er starb, und scheint jünger als sein Cousin On’ami (音阿弥) – Kanze Saburō-Motoshige (観世 三郎元重) – gewesen zu sein, sodass er wahrscheinlich um 1401 geboren wurde.
Motomasa wurde also Kanze no Taifu um 1401, als sein Vater Mönch wurde, und seine Aktivitäten davor sind unbekannt. Auch danach trat er weiterhin im Takigi Sarugaku im Jahr 1427 auf und dann 1429. Er ist nur für seine Teilnahme an Sarugaku beim Daigoji-Kiyotaki-(醍醐寺清滝宮)-Schreinfest im Jahr 1428, Sarugaku am Kasakakebaba (笠懸馬場) im Muromachi-Kaiserpalast im Jahr 1429 und seiner Nō-Aufführung im Shogun-Palast im Jahr 1432 bekannt. Ashikaga Yoshinori, der 1429 zum Shogun ernannt wurde, unterstützte seit einiger Zeit On’ami, der älter und offenbar Zeamis Adoptivsohn war.
Nachdem Ashikaga Yoshinori Shogun geworden war, übte er Druck auf Zeami und Motomasa aus, sodass Motomasa nicht die volle Unterstützung erhielt, so dass er, wie es scheint, keinerlei Aktivitäten nachgehen konnte. Es ist noch bekannt, dass er im November 1430 Amakawa Benzaiten (天川弁財天) im inneren Teil von Yoshino-yama eine Nō-Maske widmete, vielleicht in der Hoffnung, seine missliche Lage zu lösen. Er starb, noch vor seinem Vater, in Tsu in der Provinz Ise und erhielt posthum den Ehrennamen Yoshiharu (善春).

## Wirken
Motomasa scheint ein seltenes Talent gewesen zu sein, und Zeami beschrieb ihn in seiner Schrift „Yumeto Ichishi“ (夢跡一紙) als „einen Meister des ungelernten Lernens, bereits als er noch ein Kind war“ und „eine Kompetenz, die seine eigenen übertraf“. Er lobte ihn in höchsten Tönen und sagte, er sei an dem Punkt angelangt, „keine unnötigen Dinge zu tun“. – „Kakiyo“ (花鏡) ist eine von Motomasa überlieferte Kalligraphie, aber es versteht sich, dass die meisten Bücher von Zeami, in denen die Nachfolger nicht ausdrücklich erwähnt werden, an Motomasa weitergegeben wurden. Motomasas außergewöhnliches Talent zeigt sich in seinen Leistungen als Nō-Künstler, darunter in den Werken „Sumidagawa“ (隅田川), „Yoroboshi“ (弱法師), „Uta-ura“ (歌占), „Morihisa“ (盛久) und „Yoshinoyama“ (吉野山). Sie zeigen großes Potenzial in der Komposition, sind neu in Material und Struktur und stellen eine Verschmelzung der Merkmale des von seinem Vater etablierten Tanzes und des tiefgründigen Nō mit dem dramatischen Nō aus der Zeit seines Großvaters dar. Ihm ist es gelungen, neue Wege zu beschreiten. Es ist bekannt, dass er eine andere Richtung als Zeami anstrebte, da viele seiner Lieder Themen menschlicher Traurigkeit und die Anekdote in Sarugaku Dangi behandeln, die von einem Streit mit seinem Vater über die Inszenierung eines Nō-Stücks am Sumida-Fluss erzählt. Man hat das starke Gefühl, dass sich das Nō noch vielfältiger entwickelt hätte, wenn Motomasa länger gelebt hätte.